# Alagna
Alagna là một đô thị ở tỉnh Pavia trong vùng Lombardia của Ý, có cự ly khoảng 40 km về phía tây nam của Milan and about 20 km về phía tây của Pavia. Tại thời điểm ngày 31 tháng 12 năm 2004, đô thị này có dân số 876 người và diện tích là 8,6 km².
Alagna giáp các đô thị sau: Dorno, Garlasco, Tromello, Valeggio.